# Ojajärvi (sjö i Egentliga Tavastland, lat 61,08, long 24,02)
Ojajärvi är en sjö i Finland. Den ligger i kommunen Tavastehus i landskapet Egentliga Tavastland, i den södra delen av landet, 110 km nordväst om huvudstaden Helsingfors. Ojajärvi ligger 129 meter över havet. I omgivningarna runt Ojajärvi växer i huvudsak barrskog. Arean är 17,9 hektar och strandlinjen är 2,84 kilometer lång. Sjön  ingår i Kumo älvs huvudavrinningsområde. 